# その道の向こうに
『その道の向こうに』（そのみちのむこうに、Causeway）は、2022年のアメリカ合衆国のドラマ映画。監督はライラ・ノイゲバウアー、出演はジェニファー・ローレンスとブライアン・タイリー・ヘンリーなど。PTSDに苦しむ戦場帰りの女性を描いている。
2022年11月4日よりApple TV+で配信。
ジェームズ役のブライアン・タイリー・ヘンリーが第95回アカデミー賞で助演男優賞にノミネートされた。

## ストーリー
リンジーはアフガニスタン紛争に従軍していたが、爆撃で脳に損傷を負ったことにより除隊、リハビリを終えた後、故郷のニューオーリンズに戻ってきた。
プライベートプールの清掃のバイトとして働き始めたリンジーは、自動車整備士のジェームズと出会い、同じく深いトラウマを抱えた彼と友情を築き始める。

## キャスト
※括弧内は日本語吹替。
- リンジー: ジェニファー・ローレンス（牛田裕子） - 帰還兵。
- ジェームズ: ブライアン・タイリー・ヘンリー（杉村憲司） - 自動車整備士。
- グロリア: リンダ・エモンド（野沢由香里） - リンジーの母。
- シャロン: ジェイン・ハウディシェル（英語版）（西宏子） - 介護士。
- ルーカス: スティーヴン・マッキンリー・ヘンダーソン（宝亀克寿） - 医師。
- ジャスティン: ラッセル・ハーヴァード（英語版） - リンジーの兄。
- リック: フレデリック・ウェラー（英語版） - プール清掃会社の上司。
- サンティアゴ: ショーン・カラバジャル - 自動車整備士。
- 神経心理学者: ニール・ハフ（英語版）

## 作品の評価
Rotten Tomatoesによれば、175件の評論のうち高評価は85%にあたる148件で、平均点は10点満点中7.1点、批評家の一致した見解は「『その道の向こうに』は、ジェニファー・ローレンスとブライアン・タイリー・ヘンリーの心をつかむ演技に導かれ、トラウマの長引く影響に対して力強く控えめな視線を向けている。」となっている。
Metacriticによれば、39件の評論のうち、高評価は28件、賛否混在は10件、低評価は1件で、平均点は100点満点中66点となっている。